# Мухтар ульд Амар
Мухтар I ульд Амар бен Алі (араб. المختار ولد أعمرولد إعل شنظورة; нар. 1710 — 1771) — 6-й емір Трарзи в 1757—1759 роках.

## Життєпис
Походив з арабської династії ульд-ахмед ібн даман. Старший син еміра Амара II. Народився 1710 року. Брав участь у 1730—1740-х роках у війнах проти клану ульд-даман. Після смерті батька 1757 року посів трон.
Завершив приборкання клану ульд-даман. За цим в запеклій війні приборкав клани ульд-різга і ульд-бузекрі, конфіскувавши більшість їх майна. Багато зробив для зміцнення держави в середині, вправно маневруючи між берберами і арабами. Надав землі берберам з племні ульд-дейман в Ігуїді, яку раніше займало ульд-різга.
Встановив торгівельні відносини з британцями, що з 1758 року стали володарями колонії Сен-Луї. Проте не встиг підписати офіційну угоду, 1759 року його було повалено братом Алі II. Помер колишній емір в 1771 році.